# Автолиз
Авто́лиз, ауто́лиз, самоперева́ривание (от др.-греч. αὐτός — сам и λύσις — разложение, распад) — саморастворение мёртвых клеток и тканей под действием их собственных гидролитических ферментов, разрушающих структурные молекулы. Происходит в организме при некоторых физиологических процессах (например, метаморфоз, автотомия и др.), в очагах омертвения, а также после смерти. Автолиз микроорганизмов происходит при старении микробной культуры или повреждении клеток различными агентами.
В норме процессы автолиза сопровождают многие явления, связанные с развитием организма и дифференцировкой клеток. Так, автолиз клеток описывается как механизм разрушения тканей у личинок насекомых при полном превращении, а также при рассасывании хвоста у головастика. Правда, эти описания относятся к периоду, когда различия между апоптозом и некрозом ещё не были установлены, и в каждом случае требуется выяснять, не лежит ли на самом деле в основе деградации органа или ткани апоптоз, не связанный с автолизом.
Профессор А. М. Уголев также говорит о таком явлении, как индуцированный аутолиз. Описывая его как результат лабораторных экспериментов, в результате проведения которых было выяснено, например, что помещённые в камеру с человеческим желудочным соком «живая» и прошедшая термическую обработку лягушки разлагались с разной скоростью. «Живая» растворялась полностью за 2-3 дня, в то время как прошедшая термическую обработку за этот период в значительной мере сохранялась. Также примером индуцированного аутолиза можно назвать процесс переваривания удавом проглоченного кролика, когда переваривание жертвы осуществляется не только за счёт ферментов желудочного сока хищника, но и сам организм жертвы будет аутолизироваться за счёт индуцированного аутолиза. Кроме этого, профессор Уголев А. М. считал, что именно аутолиз представляет собой настоящую ценность пищи для организма.
У растений автолизом сопровождается дифференциация клеток, которые функционируют после смерти (например, трахеид или члеников сосудов). Частичный автолиз происходит и при созревании клеток флоэмы — члеников ситовидных трубок.

## Виды аутолиза
Исходя из видов разложения тканей, выделяют следующие виды аутолиза:
- Прижизненный аутолиз — происходит в живом организме и включает в себя процесс изменения отдельных типов тканей, плода или конкретной клетки, которая подверглась физиологическому воздействию (например, инволюция матки после родов, инволюция молочной железы после прекращения секреции молока, инволюция вилочковой железы, атрофия тканей после их денервации)[4];

- Посмертный аутолиз — возникает после смерти живого организма. Ввиду того, что наибольшее количество катепсинов содержится в поджелудочной железе, печени, селезёнке и почках, посмертный аутолиз в них возникает раньше, чем в других тканях[4].

## Практическое применение

### В виноделии
При выработке игристых вин проводится долговременная выдержка (9 месяцев и более) на осадке, состоящем из отмерших после завершения брожения дрожжевых клеток. За это время происходит частичный автолиз дрожжей, приводящий к попаданию его продуктов в вино, что способствует обогащению букета вина. Размер дрожжевой клетки при этом заметно уменьшается, но клеточная стенка не разрушается. Форма клетки изменяется, из овально-округлой принимая чрезвычайно сморщенную форму.
Результатом автолиза являются характерные (так называемые «лизатные») тона в вине — нюансы аромата, напоминающие корочку свежевыпеченного хлеба, крекеров, иногда сушёных грибов, вплоть до небольших нефтяных оттенков.

### Созревание (выдержка) мяса
После прекращения жизни животного, в связи с прекращением поступления кислорода, отсутствием окислительных превращений и кровообращения, торможением синтеза и выработки энергии, накопления в тканях конечных продуктов обмена и нарушения осмотического давления клеток, в мясе имеет место самораспад прижизненных систем и самопроизвольное развитие ферментативных процессов, которые сохраняют свою каталитическую активность долгое время. В результате их развития происходит распад тканевых компонентов, изменяются качественные характеристики мяса (механическая прочность, уровень водосвязывающей способности, вкус, цвет, аромат) и его устойчивость к микробиологическим процессам.
В основе автолитических превращений мяса лежат изменения углеводной системы, системы ресинтеза АТФ и состояния миофибриллярных белков, входящих в систему сокращения.